# Fiona Dourif
Fiona Dourif, née le 30 octobre 1981 à Woodstock, dans l'État de New York, est une actrice et productrice américaine.
Elle joue Nica Pierce (en) dans le film d'horreur La Malédiction de Chucky, sorti en 2013, et Le Retour de Chucky, sorti en 2017.

## Biographie
Fiona Christianne Dourif, née le 30 octobre 1981 à Woodstock dans l'État de New York, est la fille de l'acteur Brad Dourif et de la voyante Jonina Dourif. Elle a une demi-sœur paternelle, Kristina Dourif, née en 1976,. Elle déménage en Europe à l'âge de 18 ans et étudie à Dublin, en Irlande.

## Filmographie
| Année     | Titre                             | Rôle                                        | Notes                                    |
| --------- | --------------------------------- | ------------------------------------------- | ---------------------------------------- |
| 2005      | Deadwood                          | Chez Ami Whore                              | Série TV (3 épisodes)                    |
| 2006      | Thief                             | Alice                                       | Série TV (4 épisodes)                    |
| 2006      | Little Chenier                    | Jo Jo                                       |                                          |
| 2007      | The Lucky One                     | Susan                                       | Court-métrage                            |
| 2008      | Garden Party                      | Becky                                       |                                          |
| 2008      | Frank the Rat                     | Lisa                                        |                                          |
| 2008      | New York, unité spéciale          | Détective Nikki Breslin / Mikki Braithwaite | saison 10, épisode 3                     |
| 2009      | The Messenger                     | Returning Soldier's Wife                    |                                          |
| 2009      | Bored to Death                    | Lisa Klein                                  | Épisode : Stockholm Syndrome             |
| 2010      | Mafiosa                           | Sam                                         |                                          |
| 2010      | After the Fall                    | Annie Tolgen                                | Téléfilm                                 |
| 2011      | Letters from the Big Man          | Penny                                       |                                          |
| 2011      | True Blood                        | Casey                                       | Série TV (8 épisodes)                    |
| 2011      | The Protector                     | Tamara O'Neil                               | Épisode: Safe                            |
| 2012      | This is Caroline                  | Fiona (voix)                                | Court-métrage                            |
| 2012      | Cold Living                       | Moira                                       | Court-métrage                            |
| 2012      | The Master                        | Dancer                                      |                                          |
| 2013      | La Malédiction de Chucky          | Nica Pierce                                 |                                          |
| 2014      | Gutshot Straight                  | Gina                                        |                                          |
| 2014      | Dangerous Words from the Fearless | Ruth                                        |                                          |
| 2014      | Precious Mettle                   | Judy                                        |                                          |
| 2014      | Fear Clinic                       | Sara                                        |                                          |
| 2016      | Dirk Gently, détective holistique | Bart Curlish                                | Série TV, rôle récurrent                 |
| 2017      | When We Rise                      | Diane jeune                                 | Série TV (8 épisodes)                    |
| 2017      | Le Retour de Chucky               | Nica Pierce                                 |                                          |
| 2018-2021 | Blacklist                         | Lillian Roth / Jennifer Reddington          | Série TV, (10 épisodes) Saison 5, 6 et 8 |
| 2018      | The Purge                         | Tavis                                       | Série TV, rôle récurrent                 |
| 2020      | Tenet                             | Wheeler                                     |                                          |
| 2020      | The Stand                         | La Femme à la Face de Rat                   | Série TV, rôle récurrent                 |
| 2021-2022 | Dirk Gently                       |                                             | Série TV, rôle récurrent                 |
| 2021–2024 | Chucky                            | Nica Pierce                                 | Série TV, rôle principal                 |
| 2025      | The Pitt                          | Dr McKay                                    |                                          |

## Voix françaises
En version française, Fiona Dourif est régulièrement doublée par Olivia Luccioni depuis la saga Chucky. 
Par ailleurs, elle a été doublée par Bérangère Jean dans Thief, Pauline Moingeon Vallès dans True Blood, Léovanie Raud dans Helstrom et, en 2025, par Victoria Grosbois dans The Pitt.